# Tempur
Tempur is een merknaam voor traagschuimmatrassen. De Nederlandse vestiging zit in het Gelderse Veenendaal.

## Bedrijfsgeschiedenis
Traagschuim werd ontwikkeld door NASA, die het 'temper foam' noemde. Het materiaal vond toepassing in rolstoelen, helmen voor American football, vliegtuigstoelen en in onderzoekstafels voor patiëntenonderzoek met röntgenapparatuur. Verschillende fabrikanten van polyurethaanschuim probeerden het materiaal te maken. Fagerdala is een van origine Zweeds bedrijf, dat in 1989 het Deense bedrijf Dan-Foam opkocht dat met traagschuim bezig was. Voor het traagschuim werd een aparte divisie opgericht; 'Tempur-Pedic' en het traagschuim kreeg de merknaam Tempur. In 1991 introduceerde Tempur-Pedic in Zweden de Tempur matrassen en enkele jaren later werd het product wereldwijd in de markt gezet. De overkoepelende bedrijfsnaam werd 'Tempur World Inc.' en is gevestigd in de Verenigde Staten van Amerika. In 2002 werd Tempur-Pedic verkocht aan twee investeringsmaatschappijen. Het materiaal wordt tegenwoordig ook gebruikt in schoeisel.

## Trivia
Door de United States Space Foundation worden certificaten uitgereikt aan sommige bedrijven die gebruikmaken van ruimtevaarttechnologie. Tempur-pedic heeft dat certificaat gekregen.